# Француска уметност

## Ликовне уметности у Француској

### Архитектура
Први архитектонски стил Француске била је романика. Најрепрезентативнији сачувани споменици овог стила су  црквe на југозападу, у Тулузу, Поатјеу, Перигеу и Конку. 
Доба готичке архитектуре се некада називало Француска архитектура, због велике раширености овог стила у француским регијама, нарочито на северу. Ту се налазе познате средњовековне црквене и световне грађевине: Базилика Сен Дени, Нотр-Дам у Паризу, Катедрала у Ремсу, Катедрала у Шартру и Папска палата у Авињону. 
Уметници и архитекте из Италије и Шпаније су касније били заслужни за изградњу раскошних краљевских двораца у долини Лоаре: Шамбор и Шенансо. Архитекта Жил Арден Мансар је аутор чувеног дворца у Версају и барокне Палате инвалида у Паризу.
После Француске револуције доминантни стил је постао класицизам. У овом стилу је подигнута Тријумфална капија у Паризу. Ајфелова кула у Паризу је најпознатији светски споменик индустријског доба.

### Сликарство
Француска је кроз историју произвела плејаду значајних ликовних уметника. Међу њима се истичу: Франсоа Клуе, Антоан Вато, Жан Оноре Фрагонар, Жан-Батист-Симеон Шарден, Никола Пусен, Теодор Жерико, Ежен Делакроа и Густав Курбе. Француска је посебно изашла у први план светске ликовне уметности са сликарима епохе импресионизма и постимпресионизма, као што су: Огист Реноар, Клод Моне, Едуар Мане, Едгар Дега, Пол Сезан, Пол Гоген, Жорж Сера и Анри Матис.
Француска је у тој мери била магнет за уметнике краја 19. и почетка 20. века, да су ту живели и стварали Винсент ван Гог и Пабло Пикасо.

#### Школе, покрети и њихови представници
- Барокно сликарство репрезентују сликари: Жан де Богран (1584—1640), Никола Пусен (1594—1665), Клод Лорен (1600 – 1682) и Ијасинт Риго (1659—1743).
- Рококо: Антоан Вато (1684—1721), Франсоа Буше (1703—1770), Жан-Оноре Фрагонар (1732—1806) и Жан Пијемон (1728—1808).
- Класицизам: Жозеф-Мари Вјен (1716—1809), Жак-Луј Давид (1748—1825), Антоан Жан Гро (1771—1835) и Доминик Енгр (1780—1867).
- Романтизам: Теодор Жерико (1791—1824) и Ежен Делакроа (1798—1863).
- Реализам: Камиј Коро (1796—1875), Гистав Курбе (1819—1877) и Жан-Франсоа Мије (1814—1875).
- Импресионизам: Камиј Писаро (1830—1903), Едуар Мане (1832—1883), Едгар Дега (1834—1917), Пол Сезан (1839—1906), Клод Моне (1840—1926), Огист Реноар (1841—1919), Арман Гијоман (1841—1927) и Фредерик Базиј (1841—1870), Гистав Кајебот (1848—1894), Берта Морисо (1841—1895).
- Поентилизам - ова техника у сликарству је настала у Француској крајем XIX века: Жорж Сера (1859—1891) и Пол Сињак (1863—1935).
- Фовизам - оснивач овог покрета био је Анри Матис (1869—1954) ; други значајни уметници били су: Морис Вламенк (1876—1958), Андре Дерен (1880—1954) и Жорж Брак (1882—1963).
- Париска школа је била група уметника: Андре Лот (1885—1962), Хуан Грис (1887—1927), Марк Шагал (1887—1985) и Морис Боател (1919—2007).
- Art concret - покрет који је у Паризу 1930- их основао Тео ван Дусбург. Покрету је припадао Франсоа Мореје.
- Лирска апстракција: Робер Делоне (1885—1947), Жан Базен (1904—2001), Игет Артур Бертран (1920—2005) и Жорж Матје (1921 - ).
- Постмодернизам: Клод Верлинде

- Барок
Баханалије
 Никола Пусен
- Рококо
Девојка
 Франсоа Буше
- Неокласицизам
Господин Бертан
 Доминик Енгр
- Романтизам
Жене из Алжира
 Ежен Делакроа
- Реализам
Плажа у Нормандији
 Гистав Курбе
- Импресионизам
Аутопортрет
 Пол Сезан
- Поентилизам
Ајфелова кула
 Жорж Сера
- Фовизам
Плес
 Анри Матис
- Париска школа
Истовремени контрасти
 Робер Делоне
- Лирска апстракција
Композиција
 Жан-Мишел Кулон

### Вајарство
- 16. век (ренесанса): Жан Гужон, Жермен Пилон
- 17. век (барок, доба Луја XIV): Франсоа Жирардон, Антоан Куазево, Пјер Пуже
- 18. век (неокласицизам и рококо): Жан-Батист Пигал, Жан-Антоан Удон, Етјен Морис Фалконе, Огистен Пажу
- 19. век: Франсоа Руде, Антоан-Луј Бари, Жан-Батист Карпо, Огист Роден
- 20. век: Емил Антоан Бурдел, Аристид Мајол, Сезар Балдачини

- 16. век

 Жермен Пилон
- 17. век
Луј 
 Антоан Куазево
- 18. век
Волтер
 Жан-Антоан Удон
- 19. век
Марсељеза
 Франсоа Руде
- 20. век
Ноћ
 Аристид Мајол